# León Herrera Esteban
León Herrera Esteban (Jaén, 4 de julio de 1922 - Madrid, 24 de septiembre de 2003) fue un destacado jurista, militar y político español. 

## Vida
Con tan solo 14 años de edad participó en la guerra civil española, ingresando en Burgos en la Organización Juvenil de Requetés. En 1938 se alistó como soldado voluntario en el Regimiento de Caballería Taxdir y combatió en diversos frentes. 
En 1942 se licenció en Derecho por la Universidad de Granada, y un año después ingresó en el Cuerpo Jurídico del Aire, donde alcanzó la máxima categoría, General de División Consejero Togado. 
Perteneció al Ministerio Fiscal por oposición en 1946. Fue director general de Empresas y Actividades Turísticas en 1965, cargo desde el que inauguró el parador nacional de turismo de Jávea; así como de Correos y Telecomunicaciones; subsecretario de la Gobernación, ministro de Información y Turismo, y delegado del Gobierno en la Compañía Telefónica, en una etapa intensa de vida política desde 1962 hasta 1979. Igualmente fue procurador a Cortes por la provincia de Jaén. En la Conferencia de La Haya de 1972 fue designado presidente de la Conferencia Europea de Correos y Telecomunicación. 
Contrajo matrimonio con Teresa Santamaría, con quien tuvo seis hijos: Teresa, María, Carlos, León, Alicia y Fernando.

### Ministro y muerte de Franco
Siendo ministro de Información y Turismo, se aprobó el estatuto de Profesionales de Radio y Televisión, fue creado el ente público RTVE, promulgada la Ley del Libro y creado el Premio “Miguel Cervantes”. Promovió la Primera Asamblea de la Organización Mundial de Turismo que se celebró en Madrid, en 1975.
En la madrugada del 20 de noviembre de 1975, y a través de Radio Nacional de España, emitió la conocida primera noticia sobre la muerte de Francisco Franco. Ya en el inicio del Reinado de Juan Carlos I, mantuvo aún su cargo de ministro de Información y Turismo hasta el 12 de diciembre de 1975. 

### Transición
En 1976 fue uno de los miembros fundadores de Alianza Popular (hoy Partido Popular). En 1983 fue asesor jurídico general del Ministerio de Defensa, y togado del Consejo Supremo de Justicia Militar. Perteneció al Colegio de Abogados de Madrid, al Instituto de Cultura Hispánica y a otras instituciones, entre ellas el Instituto de Estudios Jienenses.

## Condecoraciones
Tiene numerosas condecoraciones; entre ellas, concedida por el Rey en 1987, la gran cruz del Mérito Naval, además estaba condecorado con la gran cruz de la Orden de Carlos III, el Collar de la Orden de San Raimundo de Peñafort, la Gran Cruz del Mérito Aeronáutico, la Gran cruz del Mérito Postal, la Orden de Cisneros, la Gran Cruz de la Orden de San Hermenegildo, la Gran Cruz de la Liga Naval, y diversas condecoraciones extranjeras y de menos entidad. Favoreció el turismo en la provincia de Jaén, de la que fue un difusor permanente. Fue distinguido con la Medalla de Oro de la Ciudad de Jaén, y de la provincia de Jaén y de Ciudad Real.